# Área censal de Aleutianas Occidentales
El Área censal de las Aleutianas Occidentales es una de las 11 áreas censales del borough no organizado de Alaska, Estados Unidos. La Oficina del Censo de Estados Unidos considera a las áreas censales del borought no organizado al mismo nivel que los condados de los restantes estados, aunque no posee un poder administrativo que los represente. Como tal, no posee sede de borough. Tiene un área de 36.562 km², la población de 5.465 habitantes y la densidad demográfica es de 0,2 hab/km². Su ciudad más poblada es Unalaska.

## Demografía
Según el censo de 2000, había 5.465 personas, 1.270 hogares y 736 familias residiendo en el área censal. La densidad de población era de 0.48 hab./km². Había 2.234 viviendas con una densidad media de 0.20 viviendas/km². El 40.04% de los habitantes eran blancos, el 3.02% afroamericanos, el 20.95% amerindios, el 24.59% asiáticos, el 0.62% isleños del Pacífico, el 7.32% de otras razas y el 3.46% pertenecía a dos o más razas. El 10.48% de la población eran hispanos o latinos de cualquier raza.